# Joannes Romme
Joannes (Jan) Baptista Romme (Prinsenbeek, 1832 – Coronie, 1889) was een Nederlands geestelijke van de Rooms-Katholieke kerk, werkzaam als missionaris in Suriname.
Romme werd geboren op 22 maart 1832 te Beek bij Breda als oudste zoon van Petrus Romme en Cornelia van Dijk. Hij studeerde aan de seminaries van Oudenbosch en Hoeven en werd op 17 mei 1856 tot priester gewijd. 

## Missiegebieden
Na enkele jaren pastorale arbeid als kapelaan verricht te hebben koos Romme voor het missionarisschap. Eind 1863 vertrok hij naar Suriname (Nederlands-Guyana) waar hij zijn verdere leven, ruim 25 jaar, zou verblijven. Romme werkte achtereenvolgens vanuit de missieposten Paramaribo, Livorno, Batavia en Coronie. Vanuit alle plekken waar hij gestationeerd was verrichtte Romme ziekenbezoeken, waaronder aan melaatsen. Zijn voorliefde was het bezoeken van verderop gelegen plantages en kampen van inheemsen ter verspreiding van het geloof. Te Coronie bouwde hij (houten) kerken op de katoenplantages Mary's Hope en Welgelegen, met bijbehorende begraafplaatsen.

## Redemptoristen
In 1867 trad Romme toe tot de Congregatie van de Allerheiligste Verlosser (ook wel redemptoristen of liguoristen genoemd). Het jaar ervoor had paus Pius IX aan deze relatief jonge priester-congregatie de missie in Suriname toegewezen. De kolonie Suriname telde op dat moment vijf katholieke priesters, waarvan drie terugkeerden naar Nederland (Swinkels, Masker en Kempkes) en twee zich bij de redemptoristen aansloten: Romme en Donders. Beiden zijn in het bijzonder bekend om bekeringsarbeid onder de melaatsen en inheemsen, maar hebben ook veel plantageslaven opgezocht. Romme met name langs de Surinamerivier, Donders langs de Boven-Saramacca. De reizen naar het binnenland waren mogelijk geworden doordat het dagelijks werk op de missieposten vanaf 1866 werd ingevuld door nieuwe collega-redemptoristen. Te Batavia waren dat de paters Van der Aa, Luijben, Verbeek, Bossers, Odenhoven, Romme, Van Vlokhoven, Borret, Startz, Van de Kamp, De Kuijper, Bakker, Van Coll en Houben.

## Bekeringswerk
Romme bezocht de plantages per tentboot vergezeld door een of meer slaven; voor het bezoeken van inheemse dorpen -veelal via smalle kreken- moest een korjaal gebruikt worden. Romme's eerste bezoek aan de Arowakken was in 1867 langs de Surinamerivier, nabij de (verlaten) suikerplantage Overbrug. Vanaf 1868 bezocht hij vooral kampen in het district Commewijne, nabij de (verlaten) post Montpellier en de koffieplantage Sans-Souci aan de Orleanekreek. De eigenaar van deze plantage was niet toevallig een katholiek. Wanneer de gedoopten klaar waren voor het Heilig Vormsel liet Romme dit graag over aan de bisschop die dan langskwam in gezelschap van een hoge militair. Romme bezocht ook kampen van de Karaïben aan de Cassiporakreek boven de Joden-Savanna en kampen van "wegloopers" (Marrons), één ervan nabij plantage Vriendschap. Het bekeringswerk onder de Karaïben en Marrons bleek erg lastig. "Niet altijd was de uitslag geëvenredigd aan pater Romme's ijver, zegt zijn biograaf, maar dat sterkte hem weer in de beoefening der nederigheid. Al met al kon Romme onder elk opzicht met de verdienstelijke missionarissen van Suriname op een lijn gesteld worden.

## Dood
In 1889 overlijdt Romme op zijn missiepost te Coronie. Hij stond bekend als een aimabel persoon met veel toewijding, geduld en kennis van zaken op het brede gebied van de missie in Suriname. Romme heeft dan ook veel betekend voor de collega-redemptoristen die na hem kwamen. “Niet alleen zijne geloofsgenooten, maar ook de niet-katholieken betoonden hem de grootste achting, zoowel tijdens zijn leven als bij zijn overlijden”, zo vermeldt een latere biografie.
Enkele jaren na zijn dood sluit de koloniale regering de leprozerie te Batavia, waar Romme kort gewerkt heeft. Romme's bekendheid zou verbonden blijven met die van zijn congregatiegenoot Donders. In 1894 verscheen te Roermond een levensschets of hagiografie van beide mannen, geschreven door enkele redemptoristen en 'nagezien' door monseigneur Wulfingh, getiteld Twee missionarissen onder de Melaatschen en Indianen van Suriname, P. Donders en J. B. Romme. Het boek behandelt ook de carrière van monseigneur Grooff, die aan het begin stond van de melaatsenzorg in Suriname.
- Biografisch Portaal: 19577894
- Digitale Bibliotheek voor de Nederlandse Letteren: romm003
- International Standard Name Identifier: 0000 0003 9623 5535
- Nederlandse Thesaurus van Auteursnamen: 073310239
- Virtual International Authority File: 291056289